# ナムラタイタン
ナムラタイタンは日本の競走馬である。馬名の由来は冠名に土星の衛星「タイタン」。

## 経歴
北海道新ひだか町の野坂牧場で生産。奈村信重の所有馬となり、栗東の大橋勇樹厩舎に預託された。

### 3歳時
2009年5月10日に京都競馬第2競走の3歳未勝利戦でデビュー。単勝70.2倍の10番人気であったが、4馬身差をつけて勝利。デビュー戦後は間隔が空き、12月12日の阪神競馬第7競走の500万下条件戦に出走、1 3/4馬身の差で勝利した。

### 4歳時
2010年1月10日の京都競馬第12競走の1000万下条件戦に出走。ここで初めて1番人気に支持され、2馬身差をつけて勝利する。続いて1月23日の羅生門ステークスに出走、単勝1.8倍の支持が集まり、その人気に応えて1 1/4馬身差をつけ勝ち、オープン入りを果たした。
オープン入りしてからの初戦は4月3日のコーラルステークスで、ここでも1番人気に支持された。レースは中団の前で追走し、直線でワンダーポデリオに3 1/2馬身の差をつけ勝利し、これでデビューから5連勝となった。続いて5月29日の欅ステークスに出走。ここでも単勝1.5倍の圧倒的1番人気に支持され、レースは前で進めて直線で抜け出し、後続に1 1/4馬身差で勝利し、デビューから6連勝となった。重賞初挑戦となった7月11日のプロキオンステークスに1番人気で出走、レースでは逃げるケイアイガーベラの直後につけるも、直線では逃げるケイアイガーベラを捉えることができず、またサマーウインドとの2着争いに競り負け3着に敗れ、デビューからの連勝は6でストップした。休養を挟み、11月21日の霜月ステークスに1番人気で出走、好位追走も直線で伸び切れず4着に敗れた。12月12日のカペラステークスではスタートで出遅れて見せ場無く12着と大敗を喫した。

### 5歳時
2011年1月15日の大和ステークスでは中団を追走し、直線で一旦先頭にたつも、外から追い込んできたダノンカモンに交わされ2着に敗れた。4月2日のコーラルステークスでは中団から追い込んできたがセイクリムズンの3着。アハルテケステークスでも中団を追走したが直線で伸び切れず5着に敗れた。栗東ステークスは好位から追い上げたがトーホウドルチェの3着。オアシスステークスでは道中5・6番手から直線で抜け出して1年ぶりの勝利を挙げた。プロキオンステークスでは好位を追走したが直線で伸び切れず6着。休養を挟み、10月8日のペルセウスステークスに1番人気で出走、中団で脚を溜めたが直線で伸び切れず4着に敗れた。11月13日の武蔵野ステークスでは道中5・6番手追走から直線で力強く脚を伸ばし、先に抜け出したダノンカモンを捕えて重賞初制覇を果たした。

### 6歳時
2012年3月25日のマーチステークスでは道中好位で上手に流れに乗るが直線で伸び切れず5着。4月29日のオアシスステークスでは3番手の外に付けると直線楽な手応えで抜け出し快勝した。5月13日の栗東ステークスでは中団から直線で渋太く脚を伸ばすが大外から鋭伸したファリダットにかわされ3着。6月9日のアハルテケステークスでは2着となった。続くマイルチャンピオンシップ南部杯ではスタート直後に落馬し競走中止となった。

### 7歳時〜8歳時
この年以降入着はするものの勝ち星は挙げられず、2014年2月27日付けで中央競馬の競走馬登録を抹消され、岩手競馬・水沢競馬場の村上昌幸厩舎に移籍した。移籍緒戦の赤松杯を大差で圧勝し、武蔵野ステークス以来の重賞2勝目を挙げると、続くシアンモア記念、みちのく大賞典とも2着に大差をつける圧勝で、岩手移籍後重賞3連勝とした。この後はマーキュリーカップを予定していたが夏負けのため回避した。ぶっつけでの出走となった南部杯と続くJBCクラシックのJpn1競走2戦はともに6着だった。続く北上川大賞典をレコードタイムで優勝した。暮れの桐花賞はコミュニティの2着に敗れた。
2014年度の岩手競馬年度代表馬及び4歳以上最優秀馬に選出された。

### 9歳時
2015年4月11日の赤松杯から始動し連覇を果たす。続く7月の岩鷺賞、9月の青藍賞も制して3連勝すると、10月のマイルチャンピオンシップ南部杯に駒を進めたが13着と惨敗。その後11月の絆カップ、12月の桐花賞を連勝しこの年を終えた。
この活躍で2015年度の岩手競馬年度代表馬に2年連続で選出された。

### 10歳時
2016年4月の赤松杯に出走し3連覇を果たす。続くシアンモア記念も勝利して健在ぶりを発揮する。半年の休養を挟み11月の絆カップに出走したが2着に敗れる。12月の桐花賞を連覇しこの年を終えた。

### 11歳時以降
4連覇をかけて挑んだ2017年4月8日の赤松杯は3着。このレースを最後に現役を引退。

## 種牡馬時代
引退後は北海道新ひだか町のアロースタッドで種牡馬入りする。
初年度産駒は2020年にデビュー。8月6日、名古屋競馬場でブンブンマルが産駒初勝利を挙げた。同馬は2021年1月1日、新春ペガサスカップを勝利し、産駒の重賞初制覇も達成している。2021年3月6日、阪神競馬第1Rでメイショウホタルビが勝利し、産駒のJRA初勝利を挙げた。
2023年10月15日付で用途変更となり種牡馬を引退。同年、認定NPO法人引退馬協会のフォスターホースとして受け入れられることとなった。2025年より功労馬繋養支援事業の助成対象馬となり、北海道白老町の社台牧場で繋養されている。

### 主な産駒
- 2018年産
  - ブンブンマル（2021年新春ペガサスカップ、スプリングカップ、中京ペガスターカップ、2022年湾岸スターカップ、2024年名古屋記念）
- 2022年産
  - ショウガマッタナシ（2024年ネクストスター金沢、2025年ノトキリシマ賞、加賀友禅賞）
  - ワンダーウーマン（2025年フロイラインスプリント）

## 競走成績
| 年月日 | 年月日 | 年月日 | 競馬場 | 競走名          | 格       | 頭数 | オッズ （人気） | オッズ （人気） | 着順 | 騎手       | 斤量 | 距離（馬場）  | タイム （上り3F） | タイム 差 | 勝ち馬/（2着馬）       |
| 2009.  | 5.     | 10     | 京都   | 3歳未勝利       |          | 15   | 70.2            | （10人）        | 1着  | 熊沢重文   | 56   | ダ1400m（良） | 1.24.9 (36.5)     | -0.7      | （エリモシード）       |
|        | 12.    | 12     | 阪神   | 3歳上500万下    |          | 16   | 8.1             | （3人）         | 1着  | 熊沢重文   | 56   | ダ1400m（重） | 1.22.9 (36.6)     | -0.3      | （ライフストリーム）   |
| 2010.  | 1.     | 10     | 京都   | 4歳上1000万下   |          | 16   | 2.4             | （1人）         | 1着  | 熊沢重文   | 56   | ダ1400m（良） | 1.23.9 (36.8)     | -0.3      | （タニノロッキー）     |
|        | 1.     | 23     | 京都   | 羅生門S         | 1600万下 | 16   | 1.8             | （1人）         | 1着  | 熊沢重文   | 56   | ダ1400m（良） | 1.24.4 (35.7)     | -0.2      | （エーシンクールディ） |
|        | 4.     | 3      | 阪神   | コーラルS       | OP       | 16   | 2.0             | （1人）         | 1着  | 熊沢重文   | 56   | ダ1400m（稍） | 1.22.8 (36.5)     | -0.6      | （ワンダーポデリオ）   |
|        | 5.     | 29     | 東京   | 欅S             | OP       | 16   | 1.5             | （1人）         | 1着  | 和田竜二   | 57   | ダ1400m（良） | 1.23.5 (35.8)     | -0.2      | （ユノゾフィー）       |
|        | 7.     | 11     | 阪神   | プロキオンS     | GIII     | 16   | 1.7             | （1人）         | 3着  | 熊沢重文   | 56   | ダ1400m（稍） | 1.22.5 (35.7)     | 0.7       | ケイアイガーベラ       |
|        | 11.    | 21     | 東京   | 霜月S           | OP       | 16   | 1.6             | （1人）         | 4着  | 熊沢重文   | 57.5 | ダ1400m（良） | 1.24.0 (36.7)     | 0.9       | セイクリムズン         |
|        | 12.    | 12     | 中山   | カペラS         | GIII     | 16   | 4.1             | （2人）         | 12着 | 熊沢重文   | 56   | ダ1200m（良） | 1.10.6 (37.0)     | 0.9       | セイクリムズン         |
| 2011.  | 1.     | 15     | 京都   | 大和S           | OP       | 16   | 3.0             | （2人）         | 2着  | 熊沢重文   | 56   | ダ1400m（良） | 1.24.1 (35.9)     | 0.1       | ダノンカモン           |
|        | 4.     | 2      | 阪神   | コーラルS       | OP       | 16   | 3.8             | （2人）         | 3着  | 熊沢重文   | 56   | ダ1400m（良） | 1.23.3 (35.8)     | 0.4       | セイクリムズン         |
|        | 5.     | 1      | 東京   | アハルテケS     | OP       | 16   | 5.3             | （3人）         | 5着  | 熊沢重文   | 56   | ダ1400m（良） | 1.24.6 (36.2)     | 0.7       | ブライトアイザック     |
|        | 5.     | 15     | 京都   | 栗東S           | OP       | 16   | 5.7             | （4人）         | 3着  | 熊沢重文   | 57.5 | ダ1400m（良） | 1.23.1 (35.7)     | 0.4       | トーホウドルチェ       |
|        | 6.     | 11     | 東京   | オアシスS       | OP       | 15   | 9.0             | （4人）         | 1着  | 熊沢重文   | 57.5 | ダ1600m（重） | 1.35.0 (36.4)     | -0.1      | （シャア）             |
|        | 7.     | 10     | 京都   | プロキオンS     | GIII     | 16   | 5.3             | （2人）         | 6着  | 熊沢重文   | 56   | ダ1400m（良） | 1.23.2 (37.1)     | 1.1       | シルクフォーチュン     |
|        | 10.    | 8      | 東京   | ペルセウスS     | OP       | 15   | 2.8             | （1人）         | 4着  | 熊沢重文   | 57   | ダ1400m（良） | 1.24.0 (37.2)     | 0.7       | セレスハント           |
|        | 11.    | 13     | 東京   | 武蔵野S         | GIII     | 16   | 13.3            | （4人）         | 1着  | 熊沢重文   | 56   | ダ1600m（稍） | 1.35.2 (35.5)     | -0.1      | （ダノンカモン）       |
| 2012.  | 3.     | 25     | 中山   | マーチS         | GIII     | 16   | 8.6             | （4人）         | 5着  | 太宰啓介   | 58   | ダ1800m（重） | 1.51.4 (37.6)     | 0.4       | サイレントメロディ     |
|        | 4.     | 29     | 東京   | オアシスS       | OP       | 16   | 5.8             | （3人）         | 1着  | 太宰啓介   | 58   | ダ1600m（良） | 1.35.2 (36.0)     | -0.6      | （スタッドジェルラン） |
|        | 5.     | 13     | 京都   | 栗東S           | OP       | 16   | 3.4             | （1人）         | 3着  | 太宰啓介   | 58.5 | ダ1400m（良） | 1.23.6 (36.3)     | 0.5       | ファリダット           |
|        | 6.     | 9      | 東京   | アハルテケS     | OP       | 16   | 2.2             | （1人）         | 2着  | 太宰啓介   | 58.5 | ダ1600m（重） | 1.34.6 (35.9)     | 0.2       | バーディバーディ       |
|        | 10.    | 8      | 盛岡   | MCS南部杯       | JpnI     | 13   | 5.4             | （2人）         |      | 熊沢重文   | 57   | ダ1600m（良） | 競走中止          |           | エスポワールシチー     |
|        | 11.    | 11     | 東京   | 武蔵野S         | GIII     | 16   | 6.4             | （3人）         | 6着  | 熊沢重文   | 56   | ダ1600m（良） | 1.36.9 (35.5)     | 0.5       | イジゲン               |
|        | 12.    | 2      | 阪神   | ジャパンCダート | GI       | 16   | 86.4            | （13人）        | 7着  | 熊沢重文   | 57   | ダ1800m（良） | 1.50.2 (36.8)     | 1.4       | ニホンピロアワーズ     |
|        | 12.    | 29     | 大井   | 東京大賞典      | GI       | 12   | 38.5            | （7人）         | 4着  | 太宰啓介   | 57   | ダ2000m（重） | 2.07.5 (40.3)     | 1.6       | ローマンレジェンド     |
| 2013.  | 1.     | 20     | 中京   | 東海S           | GII      | 16   | 19.7            | （8人）         | 2着  | 柴山雄一   | 56   | ダ1800m（良） | 1.51.5 (38.5)     | 0.5       | グレープブランデー     |
|        | 2.     | 17     | 東京   | フェブラリーS   | GI       | 16   | 17.1            | （8人）         | 9着  | 太宰啓介   | 57   | ダ1600m（良） | 1.36.1 (36.9)     | 1.0       | グレープブランデー     |
|        | 5.     | 5      | 東京   | ブリリアントS   | OP       | 14   | 5.4             | （3人）         | 4着  | C.デムーロ | 58.5 | ダ2100m（良） | 2.10.5 (37.4)     | 0.4       | ナリタシルクロード     |
|        | 5.     | 18     | 京都   | 平安S           | GIII     | 16   | 14.1            | （5人）         | 3着  | 太宰啓介   | 56   | ダ1900m（良） | 1.57.0 (36.6)     | 0.1       | ニホンピロアワーズ     |
|        | 6.     | 8      | 東京   | アハルテケS     | OP       | 16   | 4.2             | （1人）         | 8着  | 太宰啓介   | 58   | ダ1600m（良） | 1.36.3 (37.7)     | 0.7       | ダノンカモン           |
|        | 11.    | 10     | 東京   | 武蔵野S         | GIII     | 16   | 19.1            | （8人）         | 13着 | 津村明秀   | 56   | ダ1600m（良） | 1.36.5 (37.4)     | 1.2       | ベルシャザール         |
|        | 12.    | 23     | 中山   | フェアウェルS   | OP       | 16   | 23.1            | （9人）         | 3着  | 津村明秀   | 58   | ダ1800m（稍） | 1.51.5 (37.2)     | 0.6       | ジェベルムーサ         |
| 2014.  | 1.     | 26     | 中京   | 東海S           | GII      | 16   | 20.1            | （6人）         | 10着 | 太宰啓介   | 56   | ダ1800m（良） | 1.51.7 (39.1)     | 1.3       | ニホンピロアワーズ     |
|        | 2.     | 13     | 佐賀   | 佐賀記念        | JpnIII   | 12   | 10.5            | （4人）         | 3着  | 太宰啓介   | 57   | ダ2000m（稍） | 2.09.6 (39.7)     | 0.2       | ランフォルセ           |
|        | 4.     | 27     | 水沢   | 赤松杯          | 重賞     | 11   | 1.1             | （1人）         | 1着  | 坂口裕一   | 58   | ダ1600m（良） | 1.40.4 (37.9)     | -1.9      | （エバーオンワード）   |
|        | 5.     | 11     | 盛岡   | シアンモア記念  | 重賞     | 10   | 1.0             | （1人）         | 1着  | 坂口裕一   | 57   | ダ1600m（良） | 1.37.7 (37.5)     | -2.2      | （トウホクビジン）     |
|        | 6.     | 22     | 水沢   | みちのく大賞典  | 重賞     | 8    | 1.0             | （1人）         | 1着  | 坂口裕一   | 57   | ダ2000m（良） | 2.08.9 (38.6)     | -2.4      | （ミカエルビスティー） |
|        | 10.    | 13     | 盛岡   | MCS南部杯       | JpnI     | 15   | 7.6             | （3人）         | 6着  | 坂口裕一   | 57   | ダ1600m（良） | 1.38.0 (37.5)     | 2.1       | ベストウォーリア       |
|        | 11.    | 3      | 盛岡   | JBCクラシック   | JpnI     | 16   | 166.0           | （7人）         | 6着  | 坂口裕一   | 57   | ダ2000m（重） | 2.02.6 (36.0)     | 1.8       | コパノリッキー         |
|        | 12.    | 7      | 水沢   | 北上川大賞典    | 重賞     | 12   | 1.2             | （1人）         | 1着  | 坂口裕一   | 57   | ダ2500m（不） | R2:41.8 (39.2)    | -0.3      | （モズ）               |
|        | 12.    | 31     | 水沢   | 桐花賞          | 重賞     | 12   | 1.1             | （1人）         | 2着  | 坂口裕一   | 57   | ダ2000m（不） | 2:07.8 (39.4)     | 0.4       | コミュニティ           |
| 2015.  | 4.     | 11     | 水沢   | 赤松杯          | 重賞     | 9    | 1.4             | （1人）         | 1着  | 坂口裕一   | 57   | ダ1600m（不） | 1:38.7 (36.6)     | -0.2      | （モズ）               |
|        | 7.     | 5      | 水沢   | 岩鷲賞          | 重賞     | 9    | 1.8             | （1人）         | 1着  | 坂口裕一   | 57   | ダ1400m（良） | 1:27.4 (38.3)     | -0.2      | （ラブバレット）       |
|        | 9.     | 13     | 水沢   | 青藍賞          | 重賞     | 8    | 1.4             | （1人）         | 1着  | 坂口裕一   | 57   | ダ1600m（不） | 1:39.9 (37.6)     | -0.4      | （コミュニティ）       |
|        | 10.    | 12     | 盛岡   | MCS南部杯       | JpnI     | 15   | 76.4            | （8人）         | 13着 | 坂口裕一   | 57   | ダ1600m（稍） | 1.40.4 (40.9)     | 3.6       | ベストウォーリア       |
|        | 11.    | 8      | 盛岡   | 絆C             | 重賞     | 12   | 2.2             | （1人）         | 1着  | 坂口裕一   | 57   | ダ1600m（重） | 1:37.4 (37.3)     | -0.3      | （ニシノファイター）   |
|        | 12.    | 31     | 水沢   | 桐花賞          | 重賞     | 11   | 1.5             | （1人）         | 1着  | 坂口裕一   | 57   | ダ2000m（不） | 2:08.4 (39.1)     | -0.2      | （コミュニティ）       |
| 2016.  | 4.     | 10     | 水沢   | 赤松杯          | M3       | 9    | 1.4             | （1人）         | 1着  | 坂口裕一   | 57   | ダ1600m（稍） | 1:40.5 (38.4)     | -1.0      | （ラブバレット）       |
|        | 5.     | 8      | 盛岡   | シアンモア記念  | M1       | 6    | 1.3             | （1人）         | 1着  | 坂口裕一   | 57   | ダ1600m（稍） | 1:38.4 (38.4)     | -1.0      | （ライズライン）       |
|        | 11.    | 6      | 盛岡   | 絆C             | M2       | 12   | 1.4             | （1人）         | 2着  | 坂口裕一   | 57   | ダ1600m（稍） | 1:37.8 (36.4)     | 0.0       | ナリタポセイドン       |
|        | 12.    | 31     | 水沢   | 桐花賞          | M1       | 8    | 1.2             | （1人）         | 1着  | 坂口裕一   | 57   | ダ2000m（不） | 2:08.5 (38.5)     | -0.3      | （アントニオピサ）     |
| 2017.  | 4.     | 8      | 水沢   | 赤松杯          | M3       | 10   | 1.1             | （1人）         | 3着  | 坂口裕一   | 57   | ダ1600m（良） | 1:46.2 (41.5)     | 1.4       | イーグルカザン         |

- タイム欄のRはコースレコード勝ちを示す。
- 2016年の格付けの出典：[13]

## 血統表
| ナムラタイタンの血統                                         | ナムラタイタンの血統                                            | ナムラタイタンの血統                                          | （血統表の出典）                                              | （血統表の出典） |
| 父系                                                         | フォーティナイナー系                                            | フォーティナイナー系                                          | フォーティナイナー系                                          | [ § 2 ]          |
| 父 *サウスヴィグラス South Vigorous 1996 栗毛 アメリカ合衆国 | 父の父*エンドスウィープ End Sweep 1991 鹿毛 アメリカ合衆国      | *フォーティナイナー                                           | Mr. Prospector                                                | Mr. Prospector   |
| 父 *サウスヴィグラス South Vigorous 1996 栗毛 アメリカ合衆国 | 父の父*エンドスウィープ End Sweep 1991 鹿毛 アメリカ合衆国      | *フォーティナイナー                                           | File                                                          |                  |
| 父 *サウスヴィグラス South Vigorous 1996 栗毛 アメリカ合衆国 | 父の父*エンドスウィープ End Sweep 1991 鹿毛 アメリカ合衆国      | Broom Dance                                                   | Dance Spell                                                   | Dance Spell      |
| 父 *サウスヴィグラス South Vigorous 1996 栗毛 アメリカ合衆国 | 父の父*エンドスウィープ End Sweep 1991 鹿毛 アメリカ合衆国      | Broom Dance                                                   | Witching Hour                                                 |                  |
| 父 *サウスヴィグラス South Vigorous 1996 栗毛 アメリカ合衆国 | 父の母*ダーケストスター Darkest Star 1989 黒鹿毛 アメリカ合衆国 | Star de Naskra                                                | Naskra                                                        | Naskra           |
| 父 *サウスヴィグラス South Vigorous 1996 栗毛 アメリカ合衆国 | 父の母*ダーケストスター Darkest Star 1989 黒鹿毛 アメリカ合衆国 | Star de Naskra                                                | Candle Star                                                   |                  |
| 父 *サウスヴィグラス South Vigorous 1996 栗毛 アメリカ合衆国 | 父の母*ダーケストスター Darkest Star 1989 黒鹿毛 アメリカ合衆国 | Minnie Riperton                                               | Cornish Prince                                                | Cornish Prince   |
| 父 *サウスヴィグラス South Vigorous 1996 栗毛 アメリカ合衆国 | 父の母*ダーケストスター Darkest Star 1989 黒鹿毛 アメリカ合衆国 | Minnie Riperton                                               | English Harbor                                                |                  |
| 母 ネクストタイム 1995 栗毛 北海道静内町                     | 母の父*アフリート Afleet 1984 栗毛 カナダ                       | Mr. Prospector                                                | Raise a Native                                                | Raise a Native   |
| 母 ネクストタイム 1995 栗毛 北海道静内町                     | 母の父*アフリート Afleet 1984 栗毛 カナダ                       | Mr. Prospector                                                | Gold Digger                                                   |                  |
| 母 ネクストタイム 1995 栗毛 北海道静内町                     | 母の父*アフリート Afleet 1984 栗毛 カナダ                       | Polite Lady                                                   | Venetian Jester                                               | Venetian Jester  |
| 母 ネクストタイム 1995 栗毛 北海道静内町                     | 母の父*アフリート Afleet 1984 栗毛 カナダ                       | Polite Lady                                                   | Friendly Ways                                                 |                  |
| 母 ネクストタイム 1995 栗毛 北海道静内町                     | 母の母*ジャビラバ Javilava 1989 栗毛 カナダ                     | Majestic Light                                                | Majestic Prince                                               | Majestic Prince  |
| 母 ネクストタイム 1995 栗毛 北海道静内町                     | 母の母*ジャビラバ Javilava 1989 栗毛 カナダ                     | Majestic Light                                                | Irradiate                                                     |                  |
| 母 ネクストタイム 1995 栗毛 北海道静内町                     | 母の母*ジャビラバ Javilava 1989 栗毛 カナダ                     | *コマーズ                                                     | Danzig                                                        | Danzig           |
| 母 ネクストタイム 1995 栗毛 北海道静内町                     | 母の母*ジャビラバ Javilava 1989 栗毛 カナダ                     | *コマーズ                                                     | *ミドルマーチ                                                 |                  |
| 母系(F-No.)                                                  | (FN:1-c)                                                        | (FN:1-c)                                                      | (FN:1-c)                                                      | [ § 3 ]          |
| 5代内の近親交配                                              | Mr. Prospector 4×3、Raise a Native 5×4･5、Northern Dancer 5×5   | Mr. Prospector 4×3、Raise a Native 5×4･5、Northern Dancer 5×5 | Mr. Prospector 4×3、Raise a Native 5×4･5、Northern Dancer 5×5 | [ § 4 ]          |
| 出典                                                         | 1. 2. 3. 4.                                                     | 1. 2. 3. 4.                                                   | 1. 2. 3. 4.                                                   | 1. 2. 3. 4.      |

- 3代母コマーズの産駒にゴールデンジャック、スターリングローズがいる。
- 近親のミツバは川崎記念などに勝利している。